# Karine Lalieux
Pour les articles homonymes, voir Lalieux.
Karine M. M. Lalieux, née à Anderlecht le 4 mai 1964, est une femme politique belge socialiste et ministre fédérale du 1er octobre 2020 au 3 février 2025.

## Biographie
De 2000 à 2019, Karine Lalieux est députée fédérale de la circonscription électorale Bruxelles-Hal-Vilvorde.
Elle est échevine (chargée de la Propreté publique et de l'Informatique de 2006 à 2012, puis de la Propreté publique et de la Culture, de 2012 à 2020) de la Ville de Bruxelles.
Elle est licenciée en sciences criminologiques de l'Université libre de Bruxelles où elle est maître de conférences.
Lors de ses mandats de parlementaire (2000-2019), Karine Lalieux est à l'origine de plusieurs lois et propositions de loi notamment pour le service bancaire universel (adoptée en 2001)  et la création d'un observatoire du coût de la vie quotidienne. Elle plaide également pour l'instauration de la Taxe Tobin,. Elle était entre autres membre effective de la commission de l'économie. 
En octobre 2020, elle devient ministre des pensions et de l’intégration sociale, chargée des personnes handicapées, de la lutte contre la pauvreté et de Beliris dans le gouvernement De Croo. Dans ce cadre, elle a notamment réformé le suivi des conditions de résidence des bénéficiaires de la GRAPA, l'allocation pour les personnes de plus de 65 ans qui ne disposent pas de ressources suffisantes (février 2022).

## Décoration
- Grand officier de l'ordre de Léopold, au titre de « ministre des pensions et de l'intégration sociale, chargée des personnes handicapées, de la lutte contre la pauvreté et de Beliris » (2024)[9]

## Publications
- Abus sexuels dans l’Église. Paroles libérées, Bruxelles, Belgique, Luc Pire, 2012